# Палаузов, Владимир Николаевич
Владимир Николаевич Палаузов (12 мая 1851 — 30 января 1920) — российский юрист-криминалист, учёный-правовед, педагог и научный писатель болгарского происхождения, происходивший из русско-болгарской семьи Палаузовых с корнями в Габрово.

## Биография
После окончания Ришельевского лицея в Одессе поступил в 1868 году на юридический факультет Новороссийского университета, который окончил со степенью кандидата права в 1872 году. Был оставлен при университете для приготовления к профессорской деятельности. Магистерскую диссертацию «К вопросу о форме участия народного элемента к уголовной юстиции» (в «Записках Императорского Новороссийского Университета», том XX; отдельное издание — Одесса, 1876) защитил в 1878 году. Во время русско-турецкой войны 1877—1878 годов играл видную роль в деле устройства гражданского управления в Болгарии, занимал в стране различные должности, но в итоге всё же вернулся в Одессу. В 1880 году был избран доцентом, в 1884 году — экстраординарным профессором уголовного права в Новороссийском университете. В 1885 году стал доктором уголовного права после защиты диссертации «Постановка вопросов присяжным заседателям по русскому праву» (в «Записках Императорского Новороссийского Университета», том XLIII, отдельное издание — Одесса, 1885). В 1886 году был назначен ординарным профессором уголовного права, а с 1887 года стал преподавать вместе с уголовным процессом и уголовное право.
Как учёный-правовед выступал защитником суда присяжных заседателей. Как в магистерской диссертации, так и в докторской, посвящённой рассмотрению систем постановки вопросов присяжным заседателям, отдавал предпочтение французской системе — постановка ряда вопросов сравнительно с английской, которая давала присяжным только один обвинительный акт. Доказывал, что по русскому праву присяжные заседатели являются судьями виновности, а коронные судьи — вопроса о наказании, в противность теории, по которой присяжные решают вопросы о факте, а коронные о праве. В 1894 году издал труд «К вопросу о будущем нашем уголовном кодексе», который был посвящён обзору возражений, сделанных разными лицами на первый проект общей части уголовного уложения. Ему принадлежал также ряд статей в «Журнале гражданского и Ууголовного права», «Записках Императорского Новороссийского университета», «Юридической летописи» и «Журнале Министерства народного просвещения». Был сотрудником газеты «Правда» и других одесских газет. С 1868 года был ассоциированным, с 1878 года членом-корреспондентом и с 1884 года — действительным членом Болгарского литературного общества.

## Источник
- А. Г. К. Палаузов, Владимир Николаевич // Энциклопедический словарь Брокгауза и Ефрона : в 86 т. (82 т. и 4 доп.). — СПб., 1890—1907.